# Bullacris intermedia
Bullacris intermedia är en insektsart som först beskrevs av Louis Albert Péringuey 1916.  Bullacris intermedia ingår i släktet Bullacris och familjen Pneumoridae. Inga underarter finns listade i Catalogue of Life.